# Станция-Досатуй
Станция-Досатуй — село в Приаргунском районе (муниципальном округе) Забайкальского края России.

## География
Село находится на северной окраине посёлка Досатуй, при одноимённой железнодорожной станции Досатуй.

## Население
| 2021 |
| ---- |
| 0    |

## История
Решение образовать новое село было принято Законом от 5 мая 2014 года.
Официально наименовано Распоряжением Правительства Российской Федерации от 23 сентября 2017 года N 2025-р.